# Rinorea varia
Rinorea varia är en violväxtart som beskrevs av Thomas Ford Chipp. Rinorea varia ingår i släktet Rinorea och familjen violväxter. Inga underarter finns listade i Catalogue of Life.